# Begijnhof Diest
Het begijnhof van Diest is een historische stadswijk waar vroeger de begijnen woonden. Het is gelegen in het noordoosten van de oude binnenstad van Diest, achter een monumentale poort aan het eind van de Begijnenstraat. Dit begijnhof rekent men tot het stadstype, hetgeen betekent dat de huizen langsheen straten staan (zoals in een 'ministad') en niet rondom een groot centraal plein.

## Geschiedenis

### Stichting
Het Diestse begijnhof werd in 1253 gesticht door Arnold IV, heer van Diest.

### Nicolaas van Essche en de ingrijpende hervormingen
Nicolaas van Essche (of Esschius) (Oisterwijk, 1507 - Diest, 1578) was pastoor van het begijnhof vanaf 1538 (met korte onderbreking in 1539-1540). Deze pastoor stond onder invloed van de Moderne Devotie en Ruusbroec. Hij streefde naar waarachtige en persoonlijke geloofsbeleving, wars van alle uiterlijk vertoon. De nadruk lag op onthechting, devotie en gebed, en op verering van de Heilige Geest.
Op het ogenblik van zijn ambtsaanvaarding werd het dagelijks leven in het begijnhof gedomineerd door wereldse zaken. Begijnen dreven veelvuldig handel, hadden veel contacten met buitenstaanders en waren vaak afwezig van het hof. Pastoor Van Essche stelde nieuwe statuten op en voerde ingrijpende hervormingen door. Hiermee reageerde hij tegen de lossere zeden, bijgeloof en verminderende devotie. De hervormingen omvatten deze maatregelen:
- Het begijnenkleed werd zwart in plaats van grijs, als uiting van boete en inkeer.
- Contacten tussen begijnen en stedelingen werden zo veel mogelijk beperkt. Een weg dwars door het begijnhof die naar de Demer en de vesten leidde kon worden afgesloten (in ruil stond de pastoor een stuk land van het begijnhof af aan de stad voor een nieuwe weg rondom het begijnhof).
- Handelsactiviteiten moesten worden beperkt.

Zowel begijnen als omwonenden voelden zich benadeeld door deze maatregelen en trokken naar de schepenbank. Door de aard van de beschuldigingen die werden geuit tegenover de pastoor, kwam ook de inquisitie eraan te pas. In 1548 werd de pastoor echter van alle beschuldigingen vrijgesproken.
Esschius moedigde de begijnen aan om in te treden in een klooster, bv. om claris te worden. In 1553 traden, onder zijn impuls, vijftien begijnen in bij de orde der grauwzusters, hetgeen voor dit klooster een begin van heropleving betekende. Eerder al, in 1539 had Esschius in zijn geboorteplaats Oisterwijk het Maagdenhuis gesticht, een gemeenschap voor vrouwen in de geest van de Moderne Devotie. Deze gemeenschap zou later (in 1652) uitwijken naar Duffel.
In 1569 stichtte Esschius het Persoonscollege voor kandidaat-priesters. Eerder al had hij priesters opgeleid. Sommige van zijn leerlingen werden later zelf begijnenpastoor, zoals Lumnius in Antwerpen en Swinnen in het Groot Begijnhof van Leuven. Naast het opleiden van priesters, verspreidde Esschius zijn ideeën ook via talrijke publicaties. De verspreiding van zijn ideeën werd nog versneld toen aartsbisschop Johannes Hauchinus (1583-1589) delen ervan overnam in zijn uniforme statuten voor begijnhoven in zijn aartsbisdom.
Waar begijnhoven vroeger onafhankelijk regels opstelden, trad eind 16e eeuw een uniformisering op. Tegelijk kregen de begijnhoven een meer kloosterachtig karakter. Dit impliceerde (naast de al eerder aangehaalde verstrengeling inzake contacten met de buitenwereld) dat de rol en de invloed van de pastoor in alle begijnhoven toenam, niet alleen in geestelijke aangelegenheden, maar ook in dagelijkse materiële zaken. In de sfeer van de contrareformatie vormde dit een solide basis voor de spectaculaire groei die de begijnhoven beleefden in de 17e eeuw. Van deze groei getuigen de overblijvende begijnhoven, waarvan de meeste huizen (en soms ook de kerken) dateren uit deze periode. Aan de andere kant betekenden de hervormingen van Esschius ook enigszins een einde voor het eigenzinnige, zelfstandige karakter van het begijnenwezen. Nochtans bleven er belangrijke verschillen met echte kloosterlingen. Zo bleven begijnen eigenaars van hun bezittingen, en moesten ze in principe blijven instaan voor hun eigen inkomen.
Door de hervormingen van Pastoor Esschius werd aan wantoestanden een einde gemaakt en kwam er terug eenvoud, soberheid en godvruchtigheid en het religieuze leven werd intenser. Door de heraanleg van het geheel kwam er meer nadruk op het besloten karakter van de site.

### Na de 17e eeuw

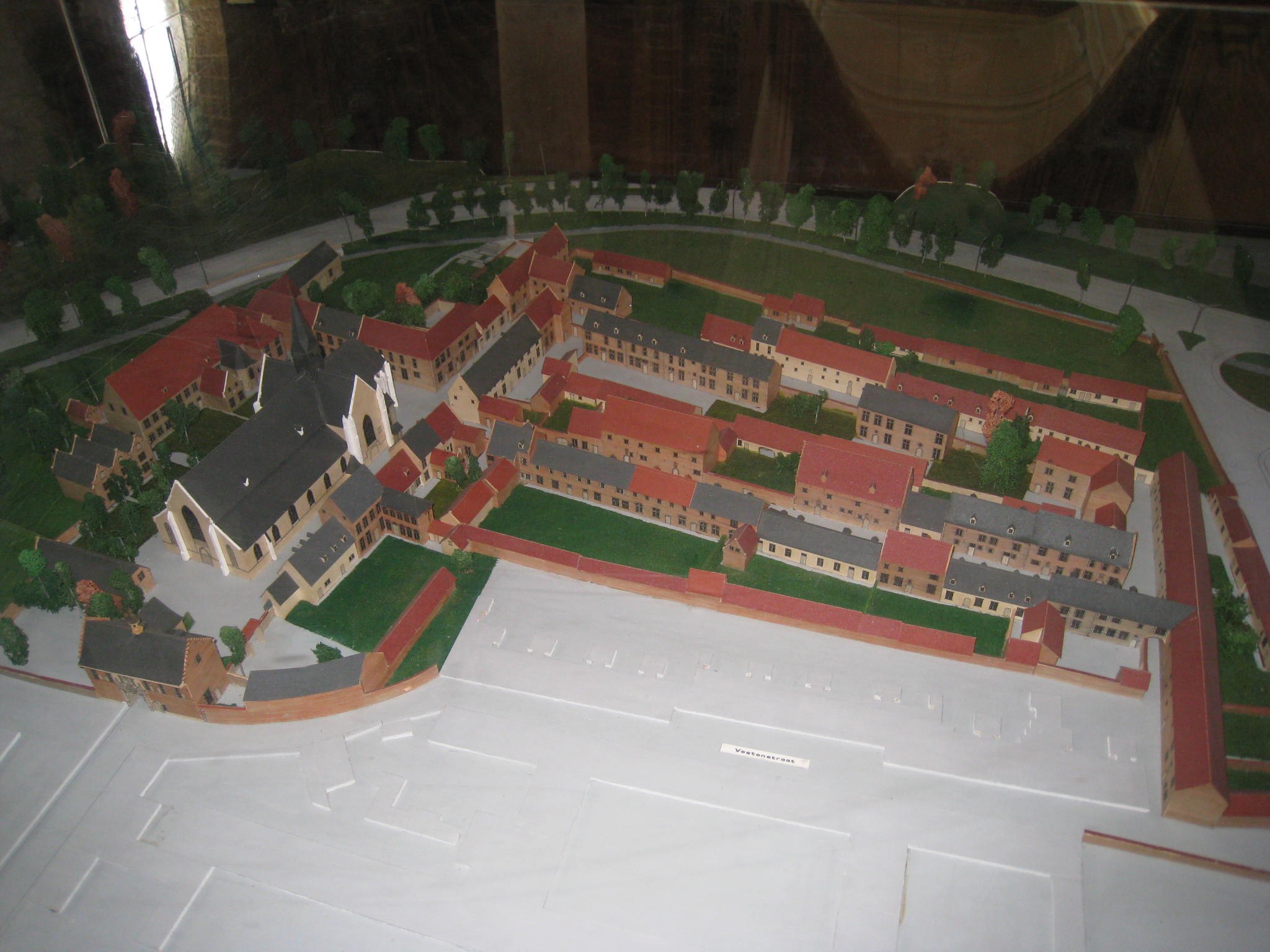
Maquette begijnhof Diest

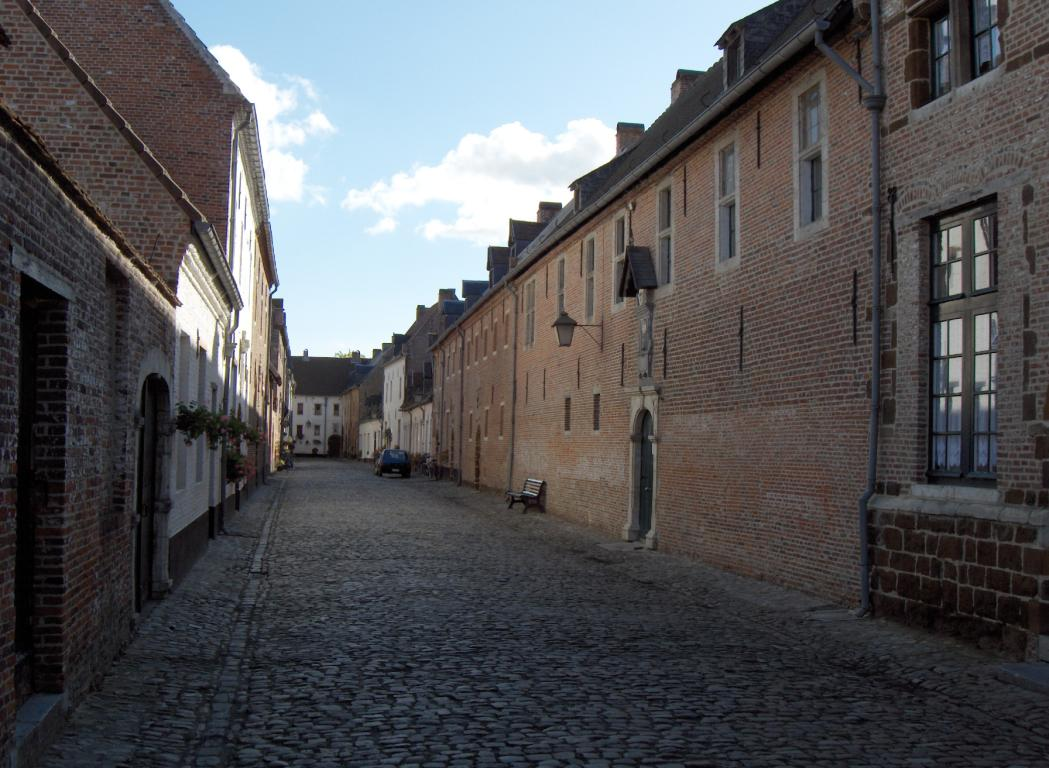
Straat in het Begijnhof van Diest

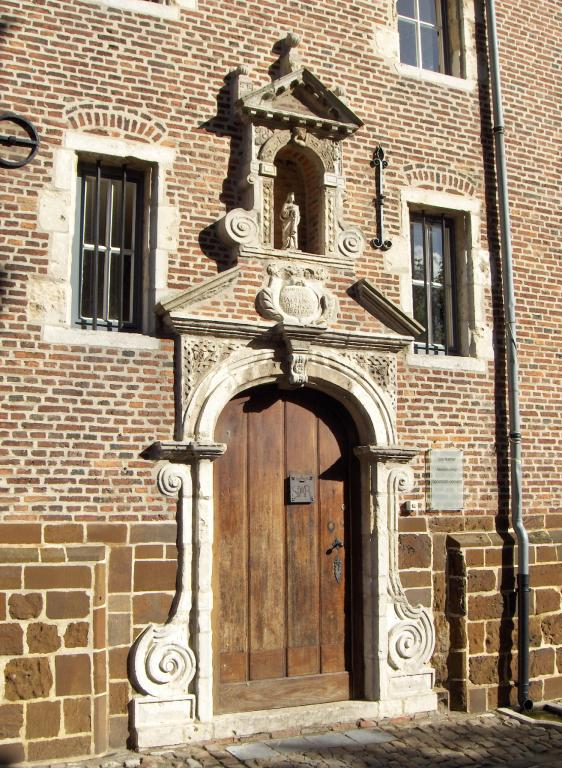
Barokke deur in het Begijnhof van Diest

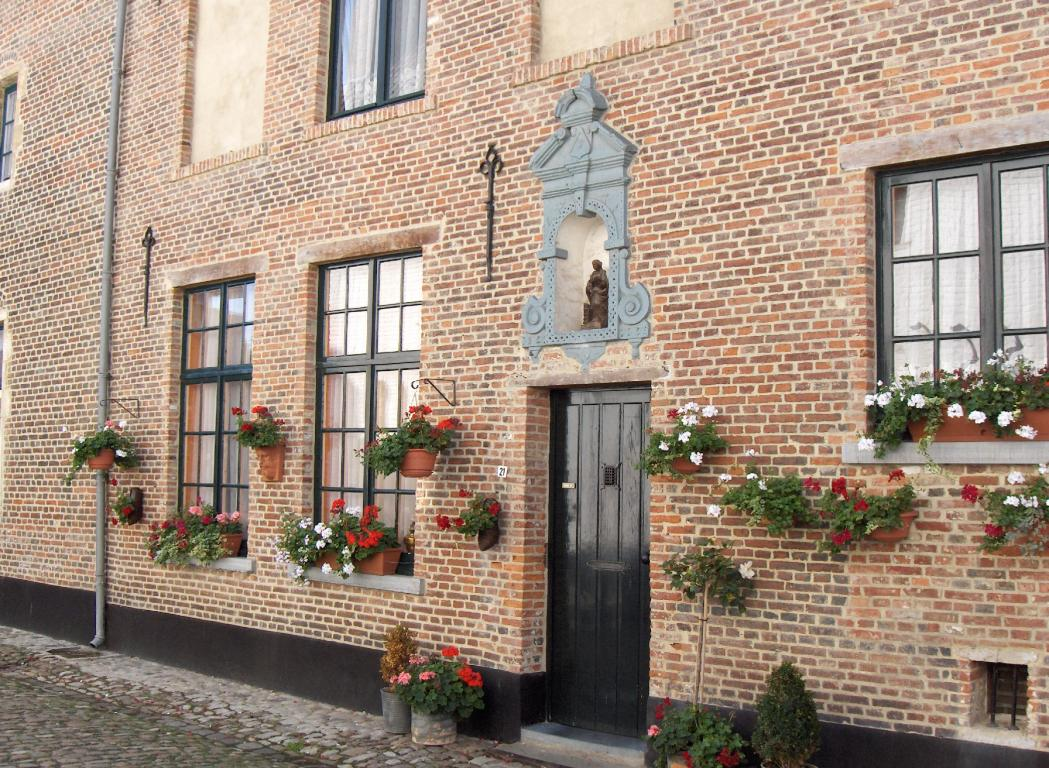
Barokke deur in het Begijnhof van Diest

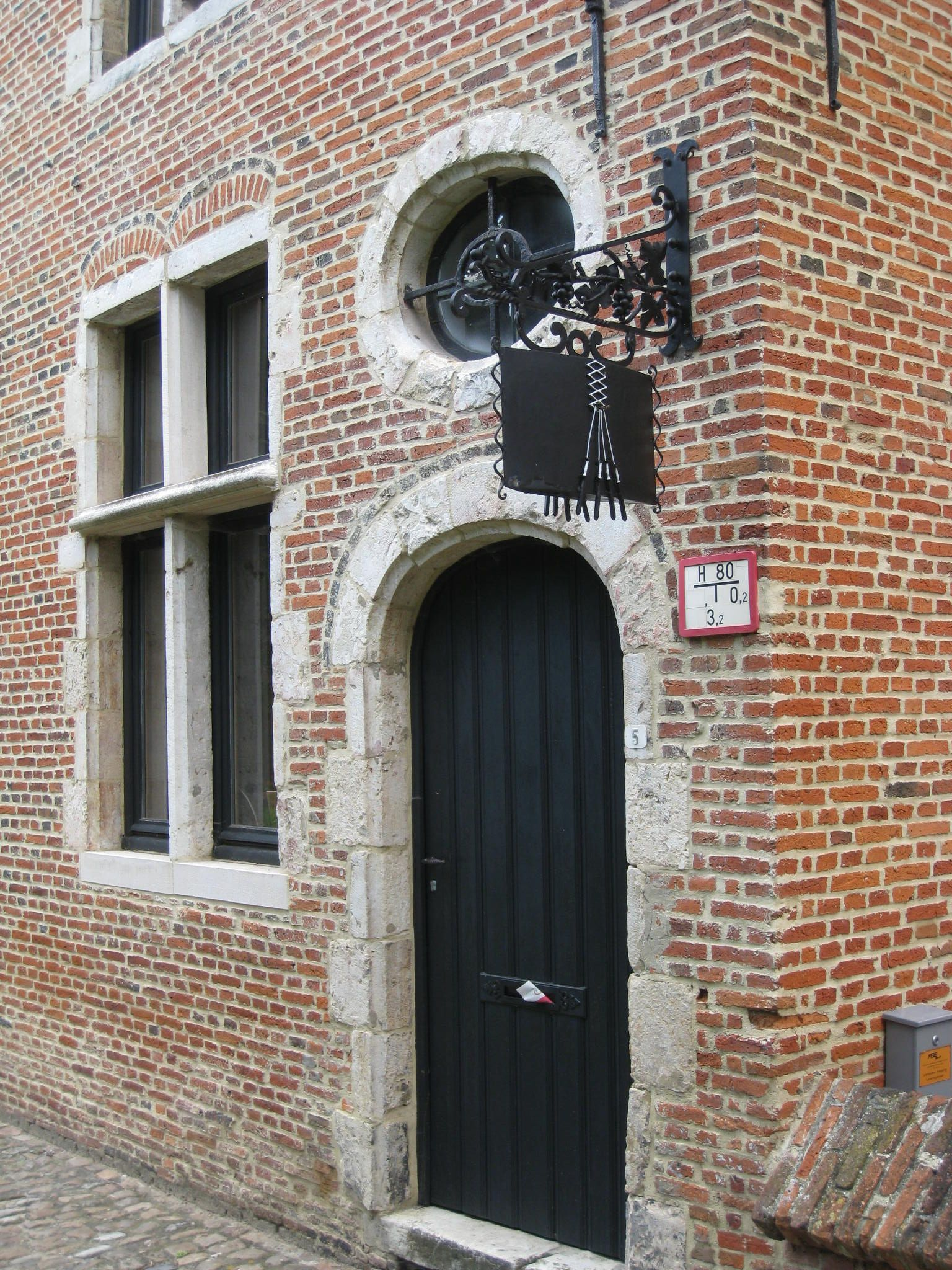
Begijnhof Diest, kantschool Monica

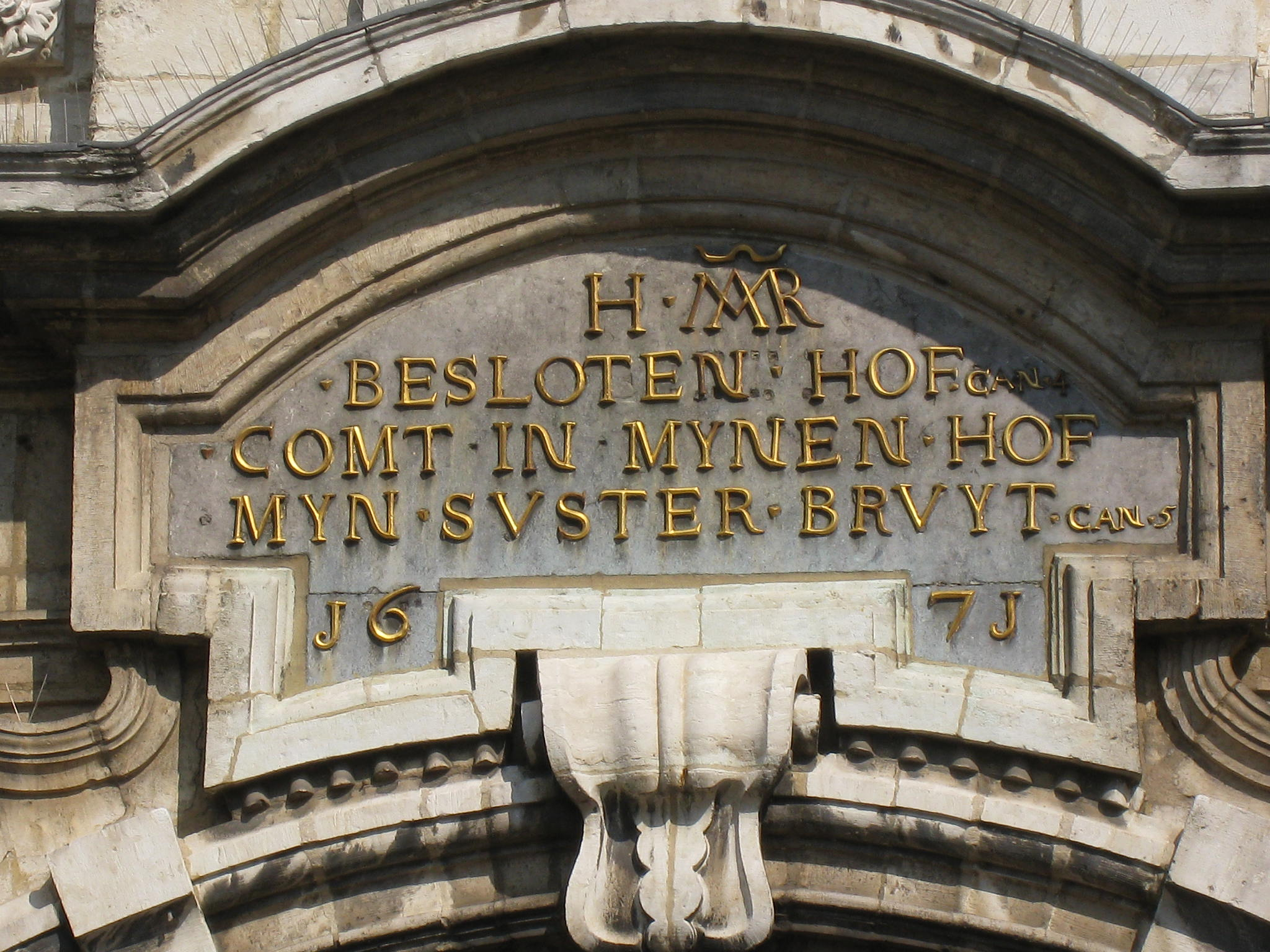
Opschrift boven toegangspoort

In de 17e eeuw kende het Begijnhof van Diest een snelle groei. Omstreeks 1675 bedroeg het aantal begijnen ongeveer vierhonderd. Later zwakte de populariteit wat af. Op het toppunt van zijn roem herbergde het complex vijf conventen, nl. het H. Geestconvent (zeven begijnen), Calvariebergconvent (zeven begijnen), Engelenconvent (negen begijnen), Apostelenconvent (twaalf begijnen), Novitieconvent en een tachtigtal woningen. 

Tijdens de Franse Revolutie werd het religieus leven bij staatswege aan banden gelegd waardoor het begijnenwezen een terugval kende. Het gehele complex kwam in handen van de Commission des hospices civils, het latere OCMW.

Na de Franse Revolutie en het concordaat tussen de paus en Napoleon ontstond in het begijnhof een sterke aanhang voor het stevenisme, een katholieke beweging die de overeenkomst tussen paus en keizer afwees en terug wilde naar de kerk van voor de Franse Revolutie. Deze beweging werd afgewezen
door zowel kerk als staat, en bracht het begijnhof in ernstige problemen. In 1813 werden de begijnen zelfs uit hun begijnhof gezet. Na de val van Napoleon konden ze terugkeren, maar in de 19e eeuw deemsterde het begijnhof van Diest relatief snel weg.

### 20e eeuw
Nog voor de Tweede Wereldoorlog woonden er geen begijnen meer en het geheel kreeg een andere bestemming. Het begijnhof is in zijn oorspronkelijke vorm uitstekend bewaard en de restauratie ervan is in volle gang. In 1998 werd het erkend als Werelderfgoed. Ondertussen vormde men de bestaande infirmerie om tot een cultureel centrum met vergader- en expositiezalen. Er gaan ook regelmatig tentoonstellingen van plaatselijke kunstenaars door. Het Convent van de Heilige Geest veranderde in een taverne. In een van de godshuisjes vindt de kantschool Monica zijn onderkomen. Het Engelenconvent werd ingericht als museum en geeft het beeld van een begijnenhuisje van weleer. De overige huisjes worden bewoond door senioren. In het poortgebouw is een kunstgalerij Esschius, genoemd naar de pastoor-hervormer ondergebracht.

## Architectuur

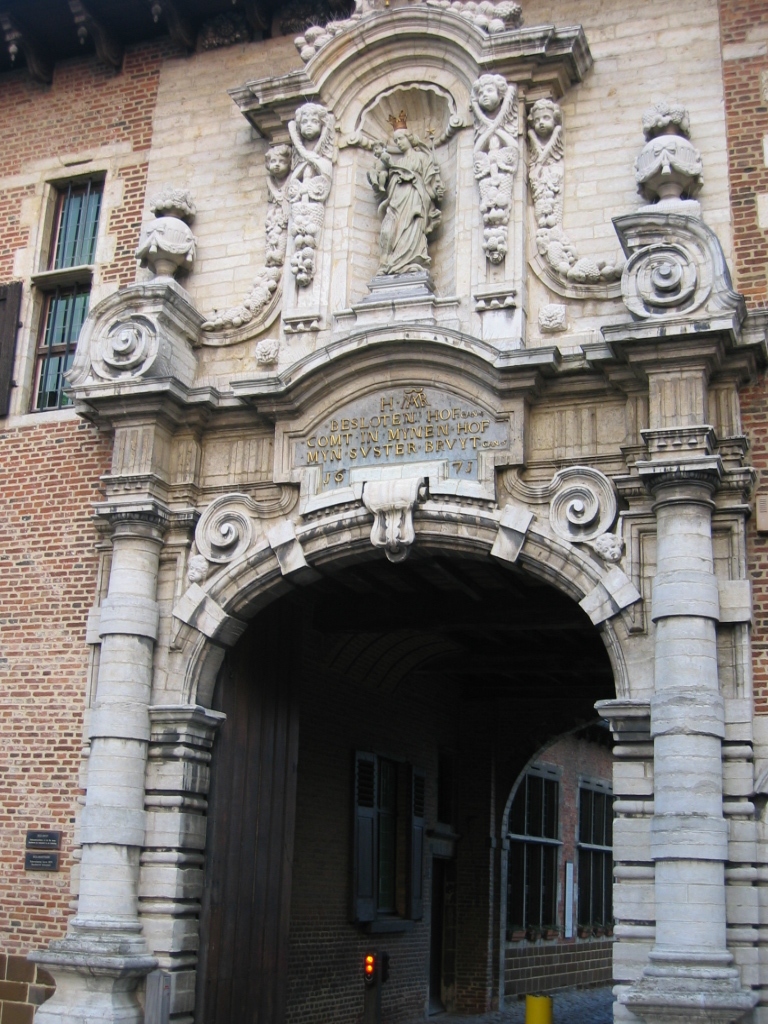
De ingangspoort van het Begijnhof van Diest, 1671

Pastoor Nicolaas van Essche liet in 1540 de bestaande huisjes afbreken en legde het geheel opnieuw aan volgens een rechtlijnig schema met de kerk, het plein en de infirmerie als middelpunt. De begijnenwoningen werden in bak- en zandsteenstijl herbouwd met aanwending van de plaatselijk aanwezige ijzerzandsteen.
Het begijnhof is afgesloten van de rest van de stad door twee barokke poorten. Centraal in het geheel bevindt er zich een eenvoudige gotische kerk. Deze is omgeven door een honderdtal huizen (meestal uit de tweede helft van de 17e eeuw) langs een vijftal straten. In vergelijking met andere stratenbegijnhoven (of begijnhoven van het `ministad'-type) zijn de straten recht en breed. Typisch in het Begijnhof van Diest zijn de talrijke barokke deuromlijstingen en heiligennissen. De deuren van de individuele huisjes weerspiegelen als het ware de grote, imposante hoofdpoort.

Het poortgebouw, in 1671 gebouwd in rubensiaanse barokstijl is fraai versierd met twee geringde zuilen. Bovenaan in de nis staat een Mariabeeld, omringd met bloemenslingers, festoenen en engelenkopjes. Met een zinsnede uit het Hooglied uit het Oude Testament (4:12-13): Comt in mynen Hof, Myn suster Bruyt, aangebracht vlak boven de imposante boog, worden wij uitgenodigd om het Besloten Hof te betreden. In dit lied bezingt Salomon de bruid als een omsloten hof (Hortus Conclusus). De begijnen die zichzelf als de bruid van Christus zien, vinden hierin de geschikte metafoor voor hun geestelijk leven dat ook in een omsloten hof beleefd wordt. De hofjes zijn de concrete voorstelling van de verborgen paradijstuin waarin zij spiritueel in contact staan met God. Aan de binnenzijde van het poortgebouw staat in een nis het beeld van de H. Catharina van Alexandrië, patrones van het begijnhof. Het geheel straalt de triomf, gulheid en overdaad van de zegevierende kerk uit.
In de begijnhofkerk bevinden zich de vier evangelisten van Theodoor van Loon (Vlaamse Meesters in Situ) .